# Didier Mussard
Pour les articles homonymes, voir Mussard.
Didier Mussard est un coureur de trail et d'ultra-trail français né le 21 juin 1978 à La Réunion.

## Biographie
Il est né en 1978 à Saint-Philippe sur l'île de La Réunion et a obtenu de nombreux podiums lors d'épreuves disputées à La Réunion, l'île Maurice et la France métropolitaine. Après avoir fait ses débuts en athlétisme à Saint Joseph et Petite-île (cross, course sur route, course de montagne) il s'est spécialisé en trail running format long et ultra, et s'est ainsi forgé l'un des plus riches palmarès des traileurs réunionnais au cours de ces dernières années.
Il s'est notamment illustré sur le Grand Raid (la Diagonale des Fous) où pour sa première participation en 2008, suivant pendant près de 120 km le Réunionnais Pascal Parny il obtient la deuxième place derrière ce dernier après une défaillance dans le mur de Dos d'Âne. Contraint à l'abandon en 2009 à cause de soucis de lampe frontale et d'une chute dans la descente du Piton Textor vers Mare à Boue, il réapparait dans le top 10, malgré une blessure au genou, lors de l'édition 2010 remportée par Kílian Jornet Burgada. Il se classe effectivement 9e ex aequo avec Richeville Esparon et Frank Duhaupas (il sera officiellement classé 11e de l'édition 2010).
En 2011, après un finish remarquable il se hisse à la troisième place du podium dans les 20 derniers kilomètres de la course, juste derrière Julien Chorier et Pascal Blanc deux traileurs métropolitains réputés.
Enfin, il court parfois sur le circuit des duathlons de l'île de la Réunion.

## Résultats

### À La Réunion
- Vainqueur de la course du Tangue 2005[2] et 2008[3]
- Vainqueur du trail du Petit Bénare en 2005
- Vainqueur ex aequo du Trail des 3 Pitons en 2006.
- Vainqueur du cross du Piton des Neiges en 2006[4]
- Vainqueur de l'Arc en Ciel en 2008[5] et 2011[6], 4e en 2012
- Vainqueur de la Cimasalazienne en 2005, 2006[7] et 2007[8] (et record de l'épreuve en 2006)
- 6e de la Kalla Nescafé en 2008[9]
- 2e de la Boucle du Bassin Vital en 2009
- Vainqueur de la Trois-Bassinoise en 2010 et 3e en 2011[10]
- Vainqueur de la Traversée des Lions 2010
- 2e du trail du Colorado 2011[11]
- 8e du Trail des Anglais 2011
- Vainqueur du D-Tour en 2006, 2007 et 2008 [12] (et record de l'épreuve en 2007 "3 h 51 min 38 s")
- Vainqueur du Dtour 60km 2017 (Le Quotidien)
- 2e de la Caldeira Trail 2012/ 2e Caldeira Trail 2014/  Vainqueurs de la Caldeira Trail 2016 et 2017( JIR, 20/03/2016: "Bagarre volcanique").
- 3e du Trail du Grand Ouest 2012.
- Vainqueur du K-Challenge 2013

À noter qu'il s'est classé 1er du Challenge St Rollan (Challenge Montagne Réunion) en 2008 et 3e en 2011.
- 2e du Raid 9.74 en 2013 (Le JIR 06/07/2013)
  - Vainqueur ex aequo du Trail Grand Ouest 2013 (avec Freddy Thévenin), vainqueur édition 2014[13], vainqueur édition 2015 ex aequo avec Judicael Sautron (le JIR 02/08/2015)
- 2e du Trail 470 en 2015.
- Vainqueur du Trail des 3 Pitons 2013 et record de l'épreuve (JIR). Vainqueur ex aequo 2014 (avec Cédric Carcany). Vainqueur du Trail des 3 Pitons 2015 (Le Quotidien).
- 3ème du Trail de la Rivière des Galets 2017 (Le Jir).

Vainqueur du TCHIMBE RAID 2018 TRAIL 103KM MARTINIQUE 972

### À l’île Maurice
- Vainqueur du Royal Raid en 2007, 2008 et 2009[14]
- Troisième de l'édition 2013 du Royal Raid (derrière Iker Karrera et Jeannick Séry)[15]

### En France Métropolitaine
- 4e du Trail du Mont Ventoux 2009
- 6e de la Courmayeur-Champex-Chamonix 2009 [16]
- 9e de la Courmayeur-Champex-Chamonix 2011
- 1er de la 6666 occitane 2014[17]

### EnGrèce
- 13e de l'Olympus Marathon en 2010